# Liberijský dolar
Liberijský dolar (anglicky Liberian dollar) je měnová jednotka Libérie od roku 1943. Byl také její měnou mezi roky 1847 a 1907. Běžně se označuje znakem dolaru $ nebo také L$, případně LD$, aby se rozlišila od jiných dolarových měn. Dělí se na 100 centů.

## První dolar
První liberijský dolar byl emitován v roce 1847. Byl vázán na americký dolar v poměru 1:1 a souběžně s ním obíhal až do roku 1907, kdy Libérie přijala západoafrickou libru, která byla navázána na libru.

### Mince
V letech 1847 a 1862 byly vydány měděné 1 a 2 centové mince a až do roku 1896 to byly jediné liberijské mince. V onom roce byla vydána úplná série mincí o hodnotách 1, 2, 10, 25 a 50 centů. Poslední série byla vyražena v roce 1906.

### Bankovky
Ministerstvo financí vydávalo mezi roky 1857 a 1880 bankovky v nominálních hodnotách 10 a 50 centů, 1, 2, 3, 5 a 10 dolarů.

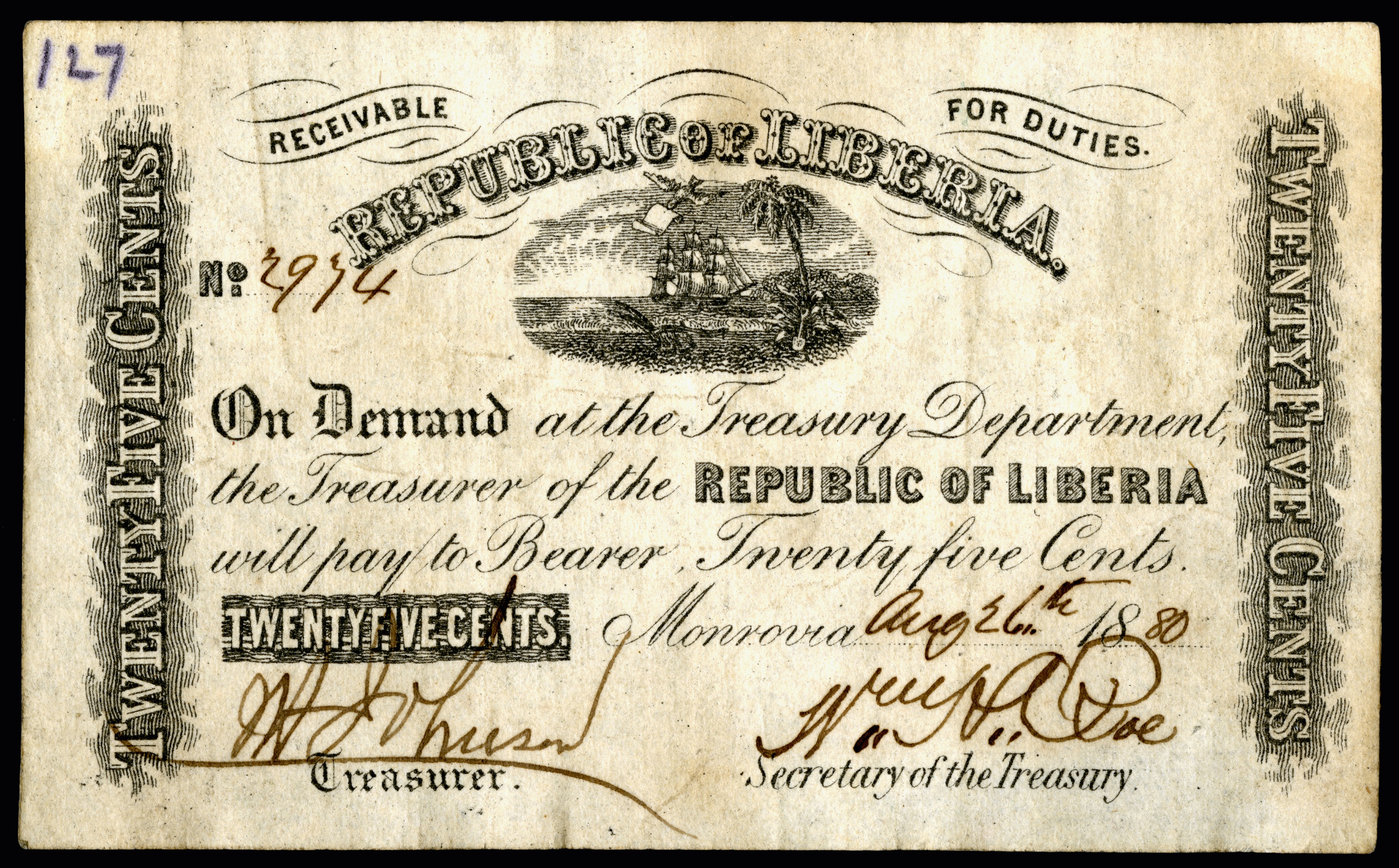
Dvacetipěticentová bankovka (1880), dříve neznámá emise
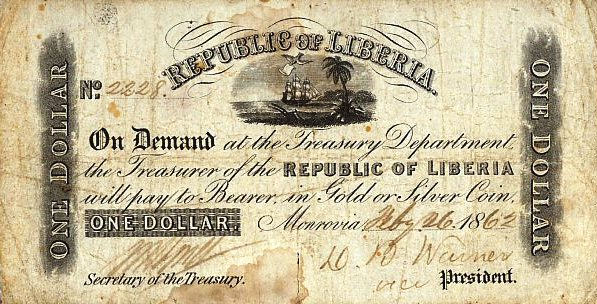
Liberijský jednodolar z 19. století

## Druhý dolar
V roce 1935 nahradila západoafrickou libru měna Spojených států. Od roku 1937 vydávala Libérie vlastní mince, které obíhaly souběžně s americkými.
Po státním převratu 12. dubna 1980 vznikl nedostatek oběživa, protože americké bankovky unikaly spolu s představiteli svržené vlády. Aby se úniku zabránilo, byly vyraženy pětidolarové mince, přičemž nové mince ve tvaru sedmiúhelníku měly stejnou velikost a váhu jako jednodolarové.
Koncem osmdesátých let byly mince vesměs nahrazeny nově navrženou bankovkou ve výši 5 $, která byla vytvořena podle amerického vzoru (s motivem J. J. Robertse). Vzhled byl během občanské války v letech 1990 – 2004 upraven tak, aby z oběhu vyloučeny bankovky Liberijské ústřední banky. Tím se vytvořily dvě měnové oblasti – nové bankovky „Liberty“ platily ve vládou ovládaných oblastech (především v Monrovii), zatímco starými se platilo v nevládních oblastech. Druhé emise byly samozřejmě na opačném území neplatné. Po příchodu Charlese Taylora do hlavního města Monrovia v roce 1995 byly bankovky s Robertsem přijímány na většině území Monrovie. Avšak banky a některé velké instituce v oné době tyto bankovy nepřijímaly.

### Mince
V roce 1937 byly vydány mince v hodnotách ½, 1 a 2 centů. V roce 1960 byla série rozšířena o hodnoty 1, 5, 10, 25 a 50 centů. Jednodolarová mince byla vydána následujícího roku. Pětidolarové mince byly vydávány v letech 1982 a 1985 (viz výše). Podle standardního katalogu světových mincí z roku 2009 (Krause Publications, Iola, WI) bylo od sedmdesátých let až do současnosti vydáno mnoho pamětních mincí (představujících americké prezidenty, dinosaury, čínské lunární zvěrokruhy atd.) v nominálních hodnotách od 1 do 2500 dolarů. Vzhledem k vysoké inflaci od roku 2019 běžně obíhají pouze mince 50 ¢ a 1 $.

### Bankovky
V roce 1989 byly zavedeny pětidolarové bankovky, které nesly portrét J. J. Robertse. Byly známy jako „J. J. notes“. V roce 1991 byly vydány bankovky (viz výše), na nichž byl portrét nahrazen liberijským znakem. Ty byly známy jako „Liberty notes“.
Dne 29. března 2000 zavedla Liberijská ústřední banka novou „jednotnou“ měnu, která se s J. J. notes směňovala v poměru 1:1 a s Liberty notes v poměru 1:2. Nové bankovky nesou portréty bývalých prezidentů. Tyto bankovky běžně obíhají, ačkoli v roce 2003 byly mírně upraveny (nové datum, podpis a nápis CENTRAL BANK OF LIBERIA na zadní straně).
Dne 27. července 2016 oznámila Liberijská ústřední banka, že vydá nové bankovky s vylepšenými bezpečnostními prvky. Všechny nominální hodnoty jsou stejné jako v předchozí sérii, přičemž nově je přidána bankovka 500 LRD. Nové bankovky byly uvedeny do oběhu 6. října 2016.
| Vyobrazení | Hodnota    | Rozměry | Dominantní barva | Popis aversní strany | Rok emise | poznámka |
| ---------- | ---------- | ------- | ---------------- | -------------------- | --------- | -------- |
|            | 5 dolarů   |         | červená          | Edward J. Roye       | 1999      | odkaz    |
|            | 10 dolarů  |         | sépiová          | Joseph J. Roberts    | 2003      | odkaz    |
|            | 20 dolarů  |         | hnědá            | William Tubman       | 2003      | odkaz    |
|            | 50 dolarů  |         | fialová          | Samuel Doe           | 1999      | odkaz    |
|            | 100 dolarů |         | zelená           | William Tolbert      | 2003      | odkaz    |
|            | 500 dolarů |         | fialová          | žena a muž           | 2016      | odkaz    |

## Hodnota a vývoj
Když byla zavedena bankovka 500 dolarů, měla směnnou hodnotu 5,50 USD. Od té doby do 20. prosince 2019 její hodnota klesla na 2,50 USD a stále klesá.